# غدا سأنتقم (فلم)
غداً سأنتقم فيلم دراما مصري بطولة نجلاء فتحي - ماجدة الخطيب - فاروق الفيشاوي - صلاح نظمي - وداد حمدي - نعيمة الصغير. من إنتاج سنه 1983.

## القصة
حنان ومدحت زوجان سعيدان يعيشا حياة بسيطة حيث تعمل حنان على مساعدة زوجها لبناء مستقبله، أثناء عودتهما من سهرة بمناسبة الاحتفال بأول عمل له، في تنفيذ ديكور منزل أحد الأثرياء، يصدم بائعا متجولا ويقبض عليهما. ولإنقاذ مستقبله تقرر حنان أنها كانت تقود السيارة، يحكم عليها بالسجن ثلاث سنوات، يقابل مدحت صافيناز زوجة الثرى وتقوم بينهما علاقة، وعند اكتشاف زوجها لخيانتها له يموت من الصدمة فيتزوجها مدحت ويطلق حنان. في السجن يموت ابن حنان الرضيع وتصمم على الانتقام. تخرج من السجن وتقيم مع فهيمة زميلتها في السجن، وتكيد لمدحت الذي أصبح من كبار رجال الأعمال في جريمة قتل زوجته بعد أن تلحق به عدة خسائر كبيرة، ويحكم عليه بالسجن خمسة عشر عاما. تزوره بالسجن وتحكى له انها كانت وراء كل ما أصابه.

## فريق العمل
- إخراج: أحمد يحيى .
- شريف يحيى (مخرج مساعد).
- تأليف: نجلاء فتحي (الفكرة).
- سيناريو وحوار: مصطفى محرم.

### بطولة
- نجلاء فتحي - ماجدة الخطيب - فاروق الفيشاوي - صلاح نظمي - وداد حمدي - نعيمة الصغير.